# Timur Lenk
Timur Lenk (vagy Tamerlán, Timur iLang, Amír Tamerlan, Amír Timur vagy Amír Timurlenk), azaz Sánta Timur, nevének jelentése: Sánta Vas (Kes, 1336. április 8. – Otrar, 1405. február 18.) a hódításairól híres mongol-türkomán fejedelem.

## Élete, hódításai

### Származása
Azt híresztelte magáról, hogy a mongol eredetű barlasz törzsből származik. A barlaszok egykor Dzsingisz kán fia, Csagatáj hadjárataiban harcoltak Transzoxániában (ma Üzbegisztán), majd letelepedtek a meghódított és Csagatáj Kánságnak elnevezett területen. Timur apjáról, Turgairól, aki a Csagatájidák szolgálatában Transzoxánia kormányzója volt, azt állította, hogy Karachar Neviannak,  Dzsingisz kán fiának ükunokája – más forrásokból inkább úgy tűnik, hogy Csahar Ajmak Nyugat-Afganisztánban letelepedett és eltürkösödött törzséből származott.

### Ifjúsága
Timur 1336-ban született a Szamarkandhoz közeli Kesben (ma Sahr-e Szabz). Születése idején kezdődött a szerbedárok mozgalma, a mongolokkal szembeni ellenállás szövetsége. Apja 1356-ban Transzoxánia uralkodója, Kazgan emír udvarába küldte, és az ő oldalán harcolt Huszajn Kert horászáni emír ellen. Apja halála és Kazgan meggyilkoltatása (1357) után Timur az utódviszályban a közeli Kasgar kánja, Tugluk Temürt mellé állt.
Miután Tugluk Temürt 1361-ben elfoglalta Szamarkandot, fiát, Iljász Hodzsát nevezte ki Transzoxánia kormányzójává, és Timurt tette főminiszterévé. Timur azonban hamarosan szembefordult Iljász Hodzsával, majd elmenekült, és visszaállt sógora, Kazgan emír unokája, Huszajn emír oldalára. 1364-ben együtt legyőzték Iljász Hodzsát. A szerbedárok által védett Szamarkandot 1366-ban foglalták el, és jórészt meghódították Transzoxániát. 1369-ben – mivel mindketten igényt tartottak a Maverannahr feletti hatalomra – Timur Huszajn ellen fordult, és április 8-án Transzoxánia emírjévé kiáltotta ki magát. 1370-ben tényleges összetűzések történtek, megostromolta Huszajn székhelyét, Balh városát. Seregében a horászáni előkelőség segédcsapatai is jelen voltak, mivel a fél Horászánt kezükben tartó szerbedárok leverését várták tőle. Huszajn meggyilkolása után Szamarkandban a „nagy emír” címet vette fel, mivel nem volt a Csagatáj-nemzetség tagja, ezért kán nem lehetett. Egy Csagatáj-nembéli árnyékkánt ültetett trónra, akinek nevében kormányzott, és a mongol birodalom újjáélesztőjévé kiáltotta ki magát. Fiai később már nem éltek a csagatáji legitimációval, de nem is a káni, hanem a szultáni címet vették fel.

### Közép-ázsiai birodalmának megteremtése

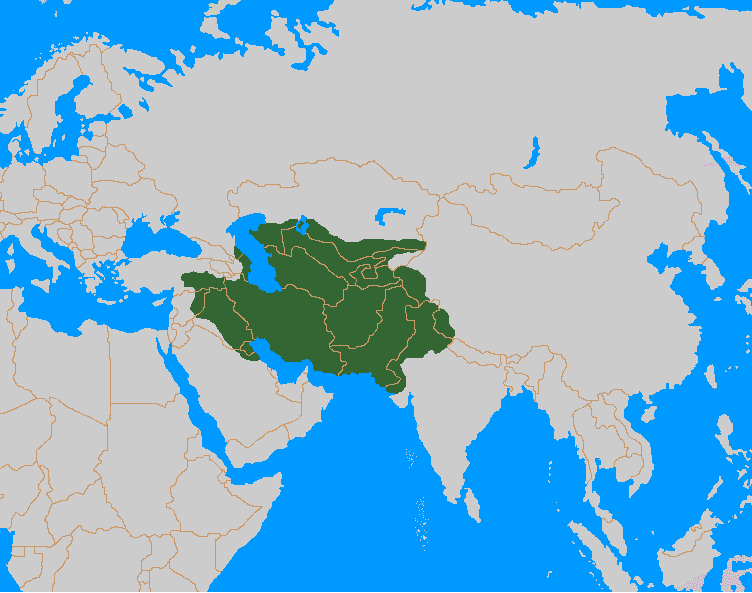
Timur Lenk birodalma

A következő évtizedben Dzsatah (Kelet-Turkesztán) és Horezm kánjai ellen harcolt. Kasgart 1380-ban foglalta el. Fegyveresen támogatta Toktamis kánt (más átírásokban: Tokhtamis), a Krím mongol kánját, amikor oroszok föllázadtak az Arany Horda kánja, Mamaj ellen, és az országából elűzött Toktamis Timur udvarában keresett menedéket. Timur csapatai elfoglalták Moszkvát, és Poltava közelében szétverték a litván sereget.
Perzsiai hódításait 1383-ban (a mai Afganisztán nyugati részén található) Herát elfoglalásával kezdte meg. Perzsiában ez idő tájt kaotikus volt a helyzet: az Ilhanida dinasztia néven ismert utolsó mongol uralkodócsalád kihalása – az utolsó ílhán, Abu Szaid halála (1335) – utáni interregnumban egymással vetélkedő és még belső ellentétekkel is sújtott dinasztiák marakodtak egymással, bármiféle összefogásra vagy számottevő ellenállásra képtelenül. Horászán és egész Kelet-Perzsia 1383–85-ben jutott Timur kezére (bár csak 1388-ban sikerült Urgencs városának bevételével végleg legyőzni Horezmet); Fársz tartomány, Irak, Azerbajdzsán, Örményország és Grúzia pedig 1386 és 1394 között.
A közbenső időszakokban az immár az Arany Horda trónján ülő Toktamis ellen kellett harcolnia. Toktamis 1385-ben benyomult Azerbajdzsánba, 1388-ban pedig Transzoxániába, és sorra verte Timur hadvezéreit. Timur 1391-ben Toktamist üldözve elérte az orosz sztyeppét, ahol legyőzte és megfosztotta trónjától a kánt. Toktamis azonban újabb sereget toborzott, 1395-ben lerohanta a Kaukázust, de a Kura folyó mellett döntő vereséget szenvedett, ezután föladta a küzdelmet, Timur pedig mélyen benyomult az orosz területekre, újra elfoglalta és egy évig meg is tartotta Moszkva városát. Távollétében szerte Perzsiában lázadások robbantak ki uralma ellen, mire visszatért a meghódított területre, és kíméletlenül elfojtotta a felkeléseket. A források szerint egész városokat törölt el a föld színéről, teljes lakosságukat kiirtotta és a halottak koponyáiból magas gúlákat emeltetett (Iszfahánban állítólag 70 000 fogolyéból). A visszafoglalt Azerbajdzsán trónjára unokáját, Pír Mohamedet ültette.
Meghódította a Kuma-menti Kummagyariát is, melynek fővárosát, Magyart (Mazsar, Madjar; most:Budjonovszk) 1396 januárjában szintén földig romboltatta.

### Timur és I. Bajazid

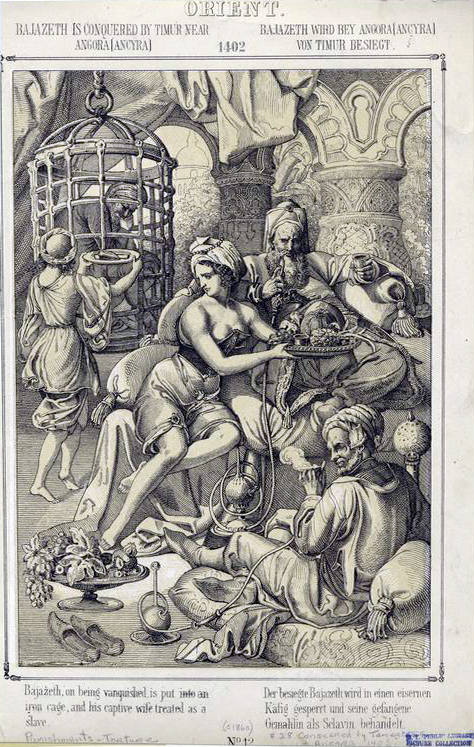
Johann Nepomuk Geiger (1805–1880): Timur és a vasketrecbe zárt Bajazid szultán

A nikápolyi csata (1396) után Zsigmond, II. Manuél bizánci császár és a kisebb kis-ázsiai türk emírek is benne látták az egyetlen esélyt I. Bajazid oszmán szultán terjeszkedésének megállítására, így egyik követséget a másik után küldték hozzá, kérve, hogy forduljon a törökök ellen. Timur eleinte elhárította ezeket a kéréseket, mert nem akart egy hozzá hasonlóan iszlám hitű uralkodóval háborúzni.
1398-ban India ellen indult azzal az ürüggyel, hogy Delhi muszlim szultánjai túlzott türelemmel kezelik hindu alattvalóikat. Szeptember 24-én kelt át az Indus folyón, és december 17-én Panipat mellett megsemmisítő vereséget mért Mahmúd Tugluk delhi szultán seregére, és egészen a Gangesz torkolatáig elfoglalta Indiát. Delhi nagy részét lerombolta – a városnak több mint egy évszázad kellett a csapás kiheveréséhez. Roppant mennyiségű zsákmányt hordott haza. Ruy Gonzalez de Clavijo, III. Henrik kasztíliai király követe 1404-ben még mindig arról számolt be, hogy egy új szamarkandi mecset építéséhez kilencven, Indiában zsákmányolt elefánt hordta a köveket.
Amíg Timur Indiát dúlta, I. Bajazid oszmán szultán átkelt az Eufráteszen, és Azerbajdzsánra támadott. Elfoglalta Erzerumot és több más várost is. Ennek hallatán újabb lázadások törtek ki Perzsiában és Grúziában. Timur kivonta hadait Indiából, és gyorsan, kegyetlenül leverte a felkeléseket, majd szokatlanul durva hangú levélben felszólította Bajazidot, hogy vonuljon ki az elfoglalt azerbajdzsáni városokból, emellett pedig bocsássa szabadon vazallusát, Takartán emírt és annak családját.
Mivel Bajazid visszautasította követeléseit, Timur 1400-ban betört a törökök frissen létrejött birodalmába, visszafoglalta Erzerumot, majd tizennyolc napos ostrommal meghódította a bevehetetlennek hitt Szebaszteia (Sivas, más átírásokban: Szivasz) városát, és Kaiszareia (Kayseri) mellett megvert egy török sereget.
Ezután délnek fordult Bajazid szövetségese, az egyiptomi központú Mamlúk Szultánság közel-keleti területei ellen, nehogy a hátába kerülhessenek, ha benyomul Anatóliába. 1400-ban elfoglalta Aleppót, 1401-ben pedig Damaszkuszt. Még ez évben szétverte a mameluk szultán hadseregét és feldúlta Bagdadot – egyes beszámolók szerint 90 000 koponyából emeltetett piramist a füstölgő romok mellett. Damaszkusz valamennyi kézművesét áttelepítette Szamarkandba, és ezzel végleges csapást mért a város gazdasági életére. Miután uralma alá hajtotta egész Szíriát, Grúziába vonult vissza téli szállásra, majd 1402 tavaszán mintegy 120 000 fős haddal (amelynek számát a mellé állt törökök is gyarapították) indult meg Anatólia ellen. Végigvonult a Kızılırma folyó völgyén, és elkezdte Ankara ostromát.
I. Bajazid komoly stratégiai hibák után érkezett meg mintegy 85 000 fős törökökből és szerbekből álló, teljesen elfáradt, hiányosan ellátott seregével a város felmentésére, és az ankarai csatában, 1402. július 20-án megsemmisítő vereséget szenvedett az ütközetre gondosan felkészült Timurtól. Bajazid maga is fogságba esett, és Timur élete hátralevő részében (1403. május 8-áig) nap közben egy vasketrecben tartotta.
Timur végigdúlta Anatóliát és elfoglalta Bruszát, Bajazid székvárosát, de európai szövetségesei (Bizánc, Trapezunt, Velence, Genova) cserben hagyták, és nem szállították át seregét a Dardanellákon, hogy a török birodalom európai területeire is lecsaphasson. A szerződésszegés miatt érzett dühében Timur lerohanta és felprédálta Szmirnát, a johannita lovagrend utolsó, kis-ázsiai erősségét, lemészároltatta a hadifoglyokat és a lakosságot. 1404-ben az egyiptomi szultán és Joannesz Palaiologosz (Mánuel Palaiologosz mellett a Bizánci Birodalom társuralkodója) egyaránt elismerte Timur főhatalmát, a hódító visszatért Közép-Ázsiába. A nyolc hónap alatt, amit az Oszmán Birodalom területén töltött, kifosztotta annak fontosabb városait, helyreállította az anatóliai türkmén hercegségeket, a maradék területet három szultanátusra tagolta, és ezek uralkodóinak I. Bajazid oszmán szultán fiait tette meg. A fiúk (ide értve negyedik testvérüket, Muszát is) hamarosan hosszú és váltakozó kimenetelű háborúba kezdtek egymás ellen. Az oszmán interregnumnak nevezett időszak végén Mehmed Çelebinek sikerült megszereznie a főhatalmat, de a birodalom újjászervezése még csaknem fél évszázadig tartott.

### Az utolsó hadjárat
1404 őszén Timur Kína ellen indult hadaival. A Szir-darja mellett, Otrar városánál, a mai Csimkent (Kazahsztán) közelében akart áttelelni, de 1405. február elején megbetegedett, és február 19-én meghalt. Testét bebalzsamozták, ébenfa-koporsóba fektették, és Szamarkandban a Gur-i Emir néven ismert mauzóleumban helyezték végső nyugalomra.

## Hadserege
A mongol-türk lovas hadviselés (hadászat és harcászat egyaránt) Timur seregében érte el csúcspontját.
Seregét Dzsingisz kán mintájára építette fel. A két fő fegyvernem az íjász könnyűlovasság és a döntő csapásokra összpontosítható nehézlovasság volt. Hadjáratain a főleg várak ostrománál bevetett könnyűgyalogosokat is lovon szállították. Az ostromokra alaposan felkészültek: a gyalogosok feltöltötték az árkokat, ostromgépeket készítettek, aknákat ástak. Viszonylag kis létszámú, de különlegesen kiképzett hegyi gyalogsága a legnehezebb terepeken is harcképes maradt.
Az egyes seregeket tízezredekre, azokat századokra és a századokat tizedekre osztotta.

## Kulturális hagyatéka
Timur kegyetlen és vérszomjas hódítónak mutatkozott (kedvenc mondása: „A harc az élet fűszere”), béke idején azonban jámbor uralkodó, bölcs törvényhozó, igazságos bíró, a művészet és tudomány pártolója, oltalmazója volt. Legmaradandóbb emlékének szamarkandi azúrkék, türkiz, arany és alabástromszínű mozaikokkal díszített műemlékegyüttese bizonyult. Ennek leglenyűgözőbb eleme a hatalmas nagymecset, amit ugyan részben lerombolt egy földrengés, de kupolájának egy óriási darabja máig áll. Timur Lenk mauzóleuma az iszlám művészet egyik remeke. Amikor 1941-ben a Szovjet Régészeti Bizottság kutatói fölnyitották a fél évezredig háborítatlan sírt, egy jobb lábára és karjára egyaránt béna, de erős alkatú és viszonylag magas férfi csontvázára bukkantak.
Utódai mit sem örököltek kegyetlenségéből és hadvezető tehetségéből, de egyik unokája, Ulugbek korának legnagyobb csillagászává vált.

## Utódlása, a Timuridák
Timur egy kicsiny nomád csapat vezéreként kezdte a pályafutását, majd fortéllyal és fegyveres erővel korának legnagyobb katonai hatalmát építette ki.
Még halála előtt felosztotta birtokait két, életben lévő fia és unokái között; általános örökösének kedvenc unokáját, Pír Muhammadot jelölte. Az ő halála (1406) után a birodalmon Timur két fia osztozott meg, majd Miránsáh korai halála (1407) után, Sáh-Ruhnak sikerült azt átmenetileg újraegyesítenie. A nyugati területeket hamarosan elvesztették, de Közép-Ázsiában még egy évszázadon át fönnmaradt a timurida dinasztia uralma. A 16. század elején, miután az üzbégek utolsó városaikat is elfoglalták, Timur egy kései leszármazottja, Bábur mogul sah (*1483, †1530) magához ragadta a hatalmat Kabulban, majd elfoglalta Delhit, és ezzel megvetette a Mogul Birodalom alapját.